# Latina (radio)
 (janvier 2015).
Latina (anciennement Radio Latina) est une station de radio située à Paris. Née en 1982, elle diffuse depuis lors ses programmes sur la bande FM. Ses émissions musicales sont exclusivement des sons Latino, Salsa, Merengue, Bachata, ainsi que de la musique créole.

## Historique
Depuis 2006, la station de radio est la propriété de la société orléanaise Groupe 1981.
Bruno Witek, Laurent Dumay et Jean-Éric Valli vont faire évoluer la station avec un nouvel habillage, un nouveau Logo « Le Son Latino » et un nouveau format « latino rythmique »[précision nécessaire].
En octobre 2007, la station arrive première en part de marché sur Paris île de France (126000 IDF médiamétrie).[réf. nécessaire]
En juin 2010, Latina devient n° 1 en audience cumulée des programmes locaux sur Paris[pertinence contestée] emmené par Jean-Luc Vibet (source médiamétrie médialocale IDF PDA 13 ans et plus[source insuffisante]).
Avec une audience en progression constante, Latina consolide sa place de numéro 1 des radios indépendantes d'Île-de-France avec une audience cumulée de 3,6 % et 405 100 auditeurs par jour.

## Diffusion
| Ville        | Département     | Fréquence |
| ------------ | --------------- | --------- |
| Annecy       | Haute-Savoie    | 89.4      |
| Cannes       | Alpes-Maritimes | 96.8      |
| Corte        | Haute-Corse     | 94.5      |
| Limoges      | Haute-Vienne    | 103.1     |
| Nice         | Alpes-Maritimes | 96.6      |
| Paris        | Paris           | 99.0      |
| Reims        | Marne           | 91.7      |
| Saint-Tropez | Var             | 89.1      |
| Troyes       | Aube            | 93.4      |

Le 18 juin 2018, Latina est désormais diffusée dans les départements du Nord et du Pas-de-Calais, en DAB+.
Le 20 juillet 2019, Latina est maintenant disponible en FM à Nice et à Cannes, dans les Alpes-Maritimes.
Le 12 octobre 2021, Latina est disponible en DAB+ sur le multiplex métropolitain M1.

## Pour compléter